# Computerclub
Ein Computerclub ist ein Club für Menschen, die sich stark für Computer interessieren. Die Ziele der Computerclubs sind zum Teil sehr verschieden, da sie sich oft an bestimmten Betriebssystemen, bestimmter Software oder bestimmter Hardware orientieren. Aber grundsätzlich wollen alle die Computerwelt den Teilnehmern auf verständliche Art näherbringen. In den letzten Jahren werden auch viele Internet-Foren zum Austausch und zur Information genutzt.

## Überregionale Computerclubs
Als Computerclub bekannt und überregional vertreten sind:

### Chaos Computer Club
Beim Chaos Computer Club ist das Ziel, die Menschen in der „normalen“ Welt darauf aufmerksam zu machen, dass die Technologie nicht immer rund läuft. Dies wird durch Medienmitteilungen über Lücken in Wahlcomputer etc. erreicht.

### AUGE e. V.
AUGE e. V., 1979 gegründet, ist ein überregionaler, privater und unabhängiger Computerclub in Deutschland mit mehreren Regionalgruppen. Dort bietet der Verein Anwendern sämtlicher Computertypen vom Smartphone bis zum kleinen Netzwerk die Möglichkeit, sich plattformunabhängig über Hard- und Software auszutauschen und zu informieren. Die Abkürzung AUGE steht heute für „Active User Group Europe“.

### ARTOS – die mediengemeinschaft e. V.
Beim ARTOS e. V., 1996 gegründet, wurde 2002 ein Computerclub „Generation 50plus“ gegründet, in dem vorwiegend Seniorinnen und Senioren als Mitglieder tätig sind. Er wirkt überregional im Großraum Dresden. Die Angebote des ARTOS-Computerclubs:
- Computer-Schulungen für die häusliche PC-Anwendung für Einsteiger sowie für fortgeschrittene Nutzer
- Computerclub „Generation 50plus“ als Möglichkeit zur gemeinsamen „Computerei“ auf verschiedenen Gebieten
- Clubaktiv für besonders aktive und am tieferen Eindringen interessierte Mitglieder zur Mitarbeit in unterschiedlichen Projektgruppen
- PC- und Internet-Sprechstunde als Anlaufstelle bei Computerproblemen und zum Austausch von Erfahrungen
- PC-Selbsthilfewerkstatt. Hier wird Interessenten das praktische Lösen von ausgewählten Hard- und Softwareproblemen unter sachkundiger Anleitung und Hilfe ermöglicht.

Ende 2020 wurde ARTOS e. V. aufgelöst. 

## Organisation
Computerclubs sind unterschiedlich organisiert. Man kann verschiedene Arten von Computerclubs unterscheiden.

### Vereine
Als Computerclubs werden auch Vereine bezeichnet, welche sich mit Informatikthemen beschäftigen. Die Mitglieder der Vereine treffen sich oft regelmäßig um Vorträge zu Informatikthemen zu hören oder praktisch gewisse Informatikthemen gemeinsam zu erarbeiten. Der bekannteste Vertreter ist der Chaos Computer Club.

### Anwendergruppen / User Groups
Als Anwendergruppen sehen sich noch viele Linux-, Unix-, SAP- und einige sonstige oft semiprofessionelle Anwendervereinigungen zu IT-Themen. Aber auch viele Computerclubs ordnen sich eher unter diesem Begriff ein, da sie sich mehr als Anwender sehen.

### Senioren Computerclubs
In vielen Städten und Orten gibt es spezielle Computerclubs für Senioren. Diese Clubs sind oft eingetragene Vereine (e. V.), werden oft aber auch von öffentlichen Verwaltungen und Gemeinnützigen Organisationen initiiert. Ziele sind besonders, ältere Mitbürger in altershomogenen Gruppen an Computer heranzuführen, aber auch sie in diesem Bereich weiterzubilden.

### Game-Clans
Computerclubs, in welchen sich Spieler treffen, um Netzwerkgames zu spielen, werden auch als Clans bezeichnet.

#### LAN-Party
Oft werden von solchen Computerclubs oder Game-Clans LAN-Partys veranstaltet. An LAN-Partys spielen mehrere Personen gegeneinander ein Spiel, das sonst auch über das Internet gespielt werden kann (z. B. Counter-Strike). Das Gegeneinanderspielen wird auch als E-Sport bezeichnet. Solche LAN-Partys werden meist durch Computer-Firmen mit Preisen gesponsert.

### Christlich orientierte Computerclubs
Es gibt auch als Verein organisierte Computerclubs, welche neben dem Vermitteln von Informatikwissen die Verkündigung des christlichen Glaubens zum Ziel haben. Der in der Schweiz bekannteste Vertreter (Stand 2005) dieser Gruppe ist der Youth Computer Club. Der Youth Computer Club, welcher am BESJ angeschlossen ist, hat sich zum Ziel gesetzt, Teenagern zwischen 12 und 20 Jahren den Computer altersgemäß näherzubringen, damit diese in der Lehre bessere Leistungen erzielen können. Ebenso ist die BESJ-Mission ein weiteres Ziel.